# Roque González Garza
Roque González Garza (Saltillo, Coahuila, 23 de Março de 1885 – Cidade do México, 12 de Novembro de 1962) foi um político e militar mexicano. Foi presidente provisional do México entre 16 de Janeiro e 10 de Junho de 1915.

## Biografia
Durante a sua juventude estudou comércio no Ateneo Fuente em Saltillo, tornando-se um amigo chegado de Francisco Madero, a quem apoiou durante a campanha política contra Porfírio Díaz. Ambos seriam detidos após uma visita proselitista a Monterrey e enviados para uma prisão em San Luis Potosí.
Depois da fraude eleitoral de 1910 foi-lhes concedida a liberdade sob caução, e refugiaram-se em San Antonio, Texas. Aqui González Garza conheceu Abraham González que o apresentou a Francisco Villa de quem se tornaria grande amigo. Após o golpe de estado de Victoriano Huerta González Garza juntou-se às tropas de Villa contra Huerta.
Quando as tropa de Villa e Emiliano Zapata tomaram a Cidade do México, obrigando Eulalio Gutiérrez a fugir, González Garza foi nomeado presidente, mantendo-se no cargo até 10 de Junho de 1915, depois de ser obrigado a renunciar a favor Francisco Lagos Cházaro.
Após a sua renúncia voltou a integrar as tropas de Villa até ser obrigado a exilar-se no Estados Unidos. Regressou ao México depois da morte de Venustiano Carranza sendo nomeado general de divisão. Faleceria em 12 de Novembro de 1962, pouco tempo depois de colaborar no governo de Adolfo López Mateos e de ter escrito algumas memórias sobre a Revolução Mexicana.